# Valorisation des déchets en papier et en carton
La valorisation des déchets en papier et en carton est l’ensemble des opérations dont le but consiste à donner à ces déchets une nouvelle valeur d’usage.

## Valorisation énergétique
La valorisation énergétique par incinération dans des usines d'incinération  consiste à transformer un déchet en énergie thermique et ceci grâce à son potentiel calorifique. Cette énergie sera utilisée pour la production de chaleur ou d'électricité.
La valorisation énergétique s'applique à tous les types de papier et de carton et surtout à ceux qui n'ont pas été triés ou qui ont été contaminés par d’autres déchets.

## Recyclage
Le recyclage est un procédé de traitement des matériaux qui permet de réintroduire la matière du déchet, sans destruction de sa structure chimique, dans la production d’un nouvel objet.

### Recyclage matière première
Les papiers et cartons sont recyclés en feuille de papier, feuille de carton, papier toilette, tapisserie, serviette en papier, papier cadeau, etc..
Le procédé de recyclage des papiers et des cartons est composé de plusieurs étapes : 
| Étape                                                                  | Objectif                                                                     | Produits obtenus |
| ---------------------------------------------------------------------- | ---------------------------------------------------------------------------- | --- |
| Trituration dans un pulpeur avec de l'eau                              | Éliminer les principales impuretés (agrafes, colles, films plastiques, etc.) | Papiers et cartons « bruns » utilisés surtout pour l'emballage                                                                                         |
| Filtration                                                             | Éliminer les principales impuretés (agrafes, colles, films plastiques, etc.) | Papiers et cartons « bruns » utilisés surtout pour l'emballage                                                                                         |
| Désencrage dans une solution aqueuse d'hydroxyde de sodium par exemple | Décrocher l'encre hydrophobe des fibres lors de la désintégration du papier  | Papiers « blancs » tels le papier journal, le papier magazine, les papiers sanitaires et domestiques et certains papiers pour l'édition et l'écriture. |
| Flottation                                                             | Éliminer l'encre afin de la collecter                                        | Papiers « blancs » tels le papier journal, le papier magazine, les papiers sanitaires et domestiques et certains papiers pour l'édition et l'écriture. |
| Lavage                                                                 | Éliminer l'encre afin de la collecter                                        | Papiers « blancs » tels le papier journal, le papier magazine, les papiers sanitaires et domestiques et certains papiers pour l'édition et l'écriture. |
| Essorage                                                               | Éliminer l'encre afin de la collecter                                        | Papiers « blancs » tels le papier journal, le papier magazine, les papiers sanitaires et domestiques et certains papiers pour l'édition et l'écriture. |
| Blanchiment (facultatif)                                               | Donner le bon degré de blancheur au papier                                   | Papiers « blancs » tels le papier journal, le papier magazine, les papiers sanitaires et domestiques et certains papiers pour l'édition et l'écriture. |

### Recyclage matière
Les papiers et cartons sont déchiquetés, chauffés, compressés sans ajout de liants puis refroidis. Ce procédé de compactage donne des panneaux d’agglomérés destinés aux industries du meuble et de la construction.

## Valorisation biologique
Les déchets en papier et en carton peuvent être valorisés biologiquement par compostage et par méthanisation.